# Pizza Hawaii

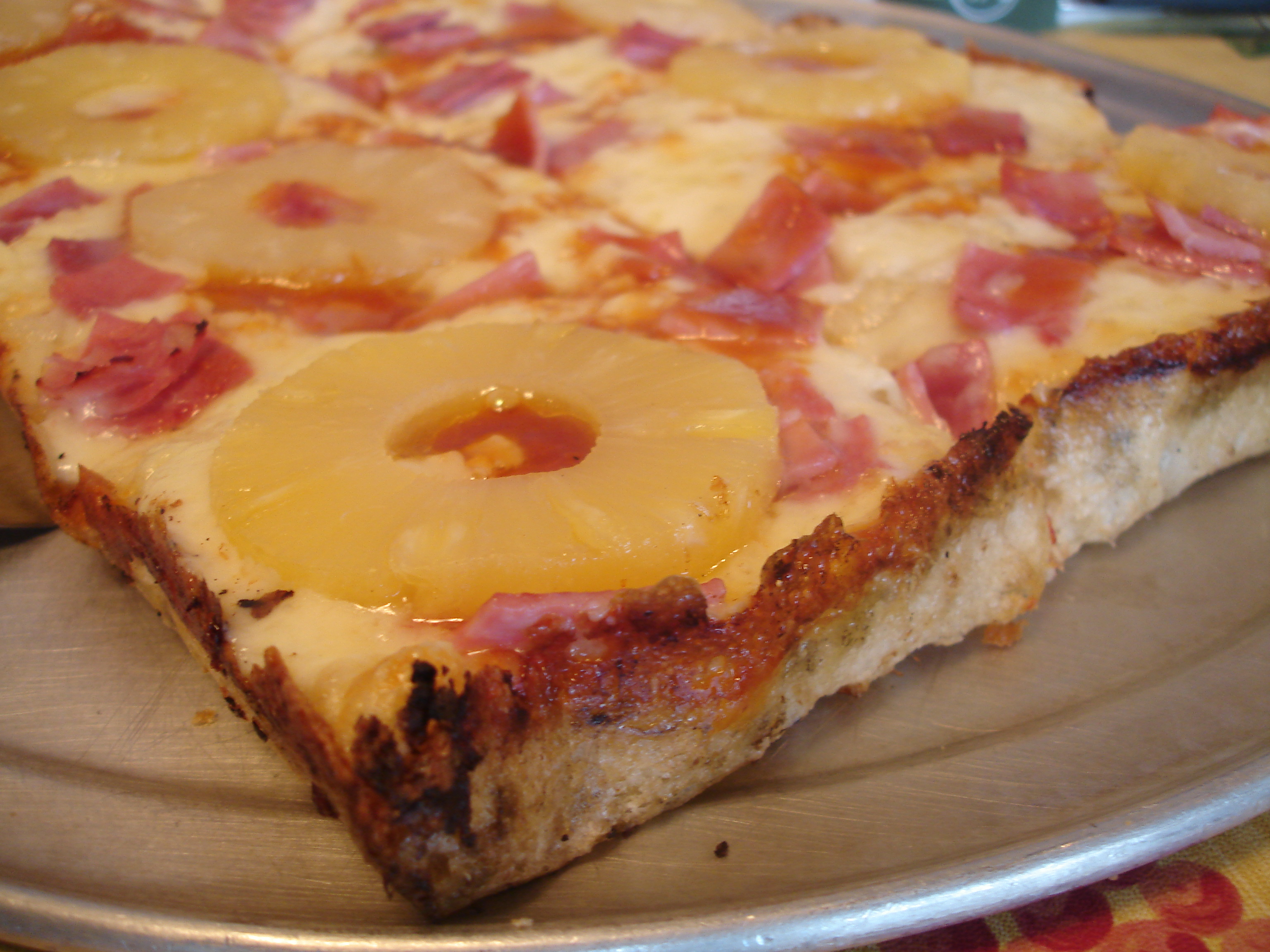
Pizza Hawaii

Pizza Hawaii ist eine Variante der Pizza, die aus dem Grundteig mit Tomatensauce, Schinken, Ananas und Käse besteht.
Erfunden wurde die Pizza Hawaii 1962 in Chatham, Provinz Ontario, Kanada, vom griechischen Gastronomen Sam Panopoulos (1934–2017). Laut einer Umfrage aus dem Jahr 1999 ist sie mit einem Marktanteil von 15 Prozent aller verkauften Pizzen die beliebteste Sorte Pizza in Australien.
Sie erhielt ihren Namen durch die Garnitur „à la Hawaii“, die sich durch die Zugabe von Ananas auszeichnet. Die Inselgruppe Hawaii gilt als eines der besten Anbaugebiete für Ananas. Es wird aber auch berichtet, dass der Name von der Marke der Ananasdose stammt.
Mit ähnlichen Zutaten für den Belag wie die Pizza Hawaii wird der in Deutschland schon in den 1950er Jahren bekannte, von Fernsehkoch Clemens Wilmenrod kreierte Toast Hawaii zubereitet.
In Italien wird die Pizza Hawaii von traditionellen Pizzabäckern oft kritisch gesehen; bekannte Pizzaioli lehnen Ananas auf Pizza strikt ab. Doch moderne Pizzabäcker, darunter der preisgekrönte Franco Pepe, haben diese ungewöhnliche Kombination erfolgreich auf ihre Speisekarten aufgenommen.